# Percy Bates
Percy Elly Bates, 4.º baronet (Wavertree, Liverpool; 12 de mayo de 1879-Neston, Cheshire; 16 de octubre de 1946) fue un armador y periodista británico.

## Biografía
Bates fue el segundo hijo de Sir Edward Percy Bates, 2.º baronet. Se educó en el Winchester College de 1892 a  1897, y pasó a ser aprendiz en William Johnston & Co, una naviera de Liverpool. Tras la muerte de su padre en 1899 se incorporó a la naviera familiar, Edward Bates & Sons.
Sucedió a su hermano mayor, Edward, como el 4.º baronet en 1903. En 1910 entró al consejo de administración de Cunard, del que tomó la vicepresidencia en 1922 y la presidencia en 1930, puesto que mantuvo tras la fusión con White Star Line en la Cunard White Star, y hasta su muerte. En estas compañías auspició la construcción de grandes transatlánticos de pasajeros, como el RMS Queen Mary y el RMS Queen Elizabeth. Simultáneamente entró como director del Morning Post en 1924, ostentando la presidencia del periódico entre 1930 y 1937.
Cuando estalló la Primera Guerra Mundial Bates se incorporó al Departamento de Transporte del Almirantazgo, y más adelante accedió al puesto de director de servicios comerciales del nuevo Ministerio de Transporte Marino, responsable de los envíos de suministros civiles. 
Por esos servicios fue nombrado caballero gran cruz de la Orden del Imperio Británico (GBE) en las celebraciones de 1920 por el cumpleaños de Jorge V. También fue nombrado en 1920 High Sheriff of Cheshire, un cargo medieval, fundamentalmente honorario en época contemporánea. Durante la Segunda Guerra Mundial sirvió en el Comité Asesor y en el Comité Transatlántico del Ministerio de Transporte de Guerra.
Percy Bates asistía ocasionalmente a la tertulia literaria del grupo denominado los Inklings, en Oxford, auspiciado por gente de la comunidad universitaria, con C. S. Lewis y J. R. R. Tolkien como sus miembros más prominentes.
El único hijo de Bates, también llamado Percy, murió sobre Alemania en 1945 mientras servía como pilot officer (rango equivalente a alférez) en la Royal Air Force. Bates sufrió un ataque al corazón en su oficina el 14 de octubre de 1946 y murió en su casa, llamada Hinderton Hall, en Neston (Cheshire) dos días después de que el RMS Queen Elizabeth zarpara en su primer viaje comercial tras su remodelación de posguerra, viaje en el que Bates debiera haber embarcado.